# Magnus Wegelius
Karl Magnus Wegelius (* 20. August 1884 in Hattula; † 9. Dezember 1936) war ein finnischer Turner, Sportschütze und Leichtathlet. Im Laufe seiner Karriere nahm er an drei Olympischen Spielen teil und gewann dabei fünf Medaillen, eine davon Silber der Rest Bronze.
Seine erste Teilnahme fand 1908 in London statt, als er 23 Jahre war und als Teil der finnischen Turnmannschaft im Mannschaftsmehrkampf den dritten Platz erlangte.
Zwölf Jahre später nahm er als Sportschütze an zehn Bewerben der Olympischen Sommerspiele 1920 in Antwerpen teil, wobei er in drei Mannschaftsbewerben erfolgreich war. Gemeinsam mit seinen Teamkollegen errang er den zweiten Platz bei dem Bewerb Laufender Hirsch Einzelschuss und den dritten Platz in den Bewerben Laufender Hirsch Doppelschuss und Armeegewehr liegend 300 m. Seine letzte Teilnahme an Olympischen Spielen erfolgte 1924 in Paris, wo er in fünf Disziplinen antrat und dabei wiederum in einem Mannschaftswettbewerb die Bronzemedaille im Tontaubenschießen erhielt.
Wegelius war 1909 finnischer Meister im Hochsprung aus dem Stand.